# Нікітін Фауст Васильович
Фа́уст Васи́льович Нікі́тін (нар. 20 липня 1894, Гжатськ — пом. 16 жовтня 1992, селище Бірюлінського звірорадгоспу Татарстану) — радянський генетик, кролівник-селекціонер, лауреат Державної премії СРСР (1951), син подвижника української культури В. О. Нікітіна.

## Життєпис
Народився 20 липня 1894 року в Гжатську в родині згодом відомого єлисаветградського подвижника української культури, дворянина, чиновника Василя Олександровича Нікітіна.
1903—1913 — навчання в Єлисаветградській чоловічій гімназії. Серед його однокласників — майбутній лауреат Нобелівської премії з фізики Ігор Тамм, лауреат Державної премії СРСР М. Чеботарьов, академік ВАСГНІЛ Борис Завадовський.
1913 року вступив до Московського університету (фізико-математичний факультет, відділення природничих наук), та навчання було перерване Першою світовою війною.
Фауст був мобілізований до армії і після чотирьохмісячних курсів в Одеському військовому училищі з 1915 року почав служити у званні прапорщика в 32-му запасному батальйоні, дислокованому в Сімферополі, де він навчав новобранців. Згодом потрапив на фронт. Був штабс-капітаном 13-го Білозерського піхотного полку Південно-Західного фронту. За хоробрість у боях став кавалером Ордену Святої Анни 4 ступеня.
За радянських часів був командиром роти Червоної армії, тричі був поранений. Мобілізувався 1920 року.
1920—1922 років навчався в Єлисаветградському агрономічному політехнікумі (зоотехнічне відділення).
1922—1925 — вчитель математики, згодом службовець на заводі «Червона зірка».
Став одним з фундаторів і науковим працівником Єлисаветградського природничо-історичного музею (Єлисаветградського краєзнавчого музею), очолював Зінов'євське окружне наукове краєзнавче Товариство (1927—1931).
Фауст Васильович згадував, що як музейний працівник наприкінці 1920-х років він виявив на зарослому Биківському цвинтарі (який за рішенням міськради мали знести для влаштування тут сільгоспвиставки) поховання матері й сестри Івана Карпенка-Карого, які після цього були перенесені до хутора Надія.
1930—1931 років був репресований, засланий на 7 років таборів у Мордовію.
1935—1940 — науковий співробітник Воронезького опорного пункту НДІ кролівництва, де за час роботи вивів в колгоспах області групи укрупнених кроликів рексів живою масою 4-4,5 кг.
1940—1941 років — старший зоотехнік Солнцевського кроликорадгоспу Курської області, а з 1941 року (через евакуацію) — Бірюлінського звірорадгоспу Татарстану. До 1950 року вивів нові породи: чорно-буру і вуалево-сріблясту (Державна премія СРСР).
1957 року вийшов на пенсію і переїхав у Казань.
1959—1961 років жив у Смоленську.
1962—1981 років жив у Чернівцях. На Буковині він брав активну участь в громадському житті: організував обласний штаб з підтримки кролівництва і очолював його як зоотехнік-консультант на громадських засадах, їздив по колгоспах, агітував, консультував, читав лекції, виступав у пресі, на радіо.
Після смерті дружини 1981 року переїхав в селище Бірюлінського звірорадгоспу.
Пішов з життя 16 жовтня 1992 року в цьому ж селищі, де і похований.
Автор 35 книг і брошур, виданих російською, українською та татарською мовами, 200 статей в збірниках, журналах, газетах.
Нагороджений 5 орденами, 9 медалями, в тому числі золотою медаллю ВДНГ СРСР.

## Родина
Батько Василь Нікітін — дворянин, нотаріус, українофіл, після 1920 року викладав українську мову і літературу — засуджений у 1930 році до заслання у так званій справі Спілки визволення України.
Брат Юрій Нікітін — театральний режисер в Харкові, учень Леся Курбаса в театрі Березіль (був репресований).
Сестра Тетяна Нікітіна-Станіславська — актриса, режисер, педагог.
Сестри Ніна й Марія були вчителями (остання мешкала в Добровеличківці).